# Anden aliyah
Anden aliyah var muligvis den vigtigste og mest indflydelsesrige aliyah. Den varede fra 1904 til 1914, og i løbet af denne tid immigrerede 40 000 jøder til det osmanniske Palæstina, for det meste fra Rusland og Polen, samt nogle fra Yemen.
Hovedårsagen til aliyahen var stigende antisemitisme i Rusland og pogromer i Pale of Settlement, specielt Kishinev-pogromen og pogromerne som fulgte den russiske 1905-revolution.
Selv om aliyahen bidrog til jødiske bosætninger i Palæstina på mange måder, ser mange på det som en fiasko, eftersom næsten halvdelen af immigranterne forlod Palæstina på samme tidspunkt som første verdenskrig begyndte.

## Bosætning
Immigranter fra den anden aliyah var for det meste idealister, inspireret af de revolutionære ideer som dukkede op i Det russiske imperium, som forsøgte at oprette et fælles landbrugssystem i Palæstina. Således formede de kibbutzbevægelsen. Den første kibbutz, Degania, blev grundlagt i 1909.
De immigranter, som foretrak at bo i byer, grundlagde Ahuzat Bayit nær Jaffa, som senere blev givet navnet Tel Aviv.

## Kultur
Fornyelsen af det hebraiske sprog samt etablering af det som standardsprog for jøder i Palæstina, kan i vidt omfang tilskrives den anden aliyah. Eliezer Ben-Yehuda bidrog til at den første moderne hebraiske ordbog blev skrevet. Selv om han var immigrant fra første aliyah, bidrog hans arbejde til flere forbedringer under den anden aliyah.
Under anden aliyah blev også den første hebraiske videregående skole i Palæstina oprettet, Herzliya Hebrew High School, Tel Aviv.

## Forsvar
Den anden Aliyah oprettede sikkerhedsorganisationen HaShomer, som var den første store jødiske selv-forsvarsorganisation siden Bar Kokhbas oprør, og blev forgænger for fremtidige jødiske forsvarsorganisationer, som f.eks. Haganah.